# Драговищица (река)
Вижте пояснителната страница за други значения на Драговищица.
Драговищица е река в Сърбия, Пчински окръг, общини Сурдулица и Босилеград и Западна България, област Кюстендил, община Кюстендил, десен приток на река Струма. Дължината ѝ е 70 км, от които 24,5 км на територията на България. Отводнява части от планините Кървав камък, Милевска, Изворска, Чудинска, Земенска, Дукат, Доганица, Мусул и Варденик.

## Географска характеристика

### Извор, течение, устие
Река Драговищица се образува от сливането на Божицка река (лява съставяща) и Любатска река (дясна съставяща) на 753 м н.в., на 700 м западно от град Босилеград, Сърбия. За начало се приема по-дългата, но по-маловодна Божичка река. Тя извира под името Кулуница от северната част на планината Кървав камък, на 1671 м н.в., на 800 м северозападно от граничния връх Било (1737 м), най-високата точка на планината. До навлизането си в България реката протича в дълбока, на места проломна долина с няколко малки долинни разширения в южна посока, а след Лисинския язовир – на югоизток. След съединяването на двете реки западно от Босилеград вече същинската Драговищица продължава на югоизток като сравнително голяма река. При сръбското село Рибарци и устието на Бранковичка река (десен приток) Драговищица навлиза в българска територия и завива на изток. В началото протича в тясна, на места каньоновидна долина през нископланински и слабо залесен район. След село Долно Уйно реката завива на югоизток, а при село Горановци навлиза в северната част на Кюстендилската котловина. След село Драговищица до устието си коритото ѝ е коригирано с водозащитни диги. Влива се отдясно в река Струма на 485 м н.в., на 700 м западно от село Шипочано.

### Водосборен басейн, притоци
Водосборният басейн на реката е с площ от 867 нп2, което представлява 5,01% от водосборния басейн на река Струма, като по-голямата част от водосбора е на сръбска територия. Границите на водосборния басейн са следните:
- на юг – с водосборния басейн на река Соволянска Бистрица, десен приток на Струма;
- на югозапад – с водосборния басейн на река Вардар, вливаща се в Егейско море;
- на запад и северозапад – с водосборния басейн на река Морава, десен приток на Дунав;
- на изток и североизток – с водосборния басейн на Треклянска река, десен приток на Струма.

Основни притоци: → ляв приток, ← десен приток
- ← Мутница (в Сърбия)
- → Видна (в Сърбия)
- ← Топли дол (в Сърбия)
- ← Лисина река (в Сърбия, влива се в Лисинския язовир)
- ← Любатска река (в Сърбия, най-голям приток)
- → Сушица (в Сърбия)
- ← Бранковичка река (в Сърбия)
- → Дъждевица
- ← Ломничка река
- → Уйненитица
- ← Големи дол

### Хидроложки показатели
Река Драговищица е с преобладаващо дъждовно снежно подхранване, като максимумът е пре месец април, а минимумът – август. Среден годишен отток: при село Горановци – 6,4 m3/s; в устието – 8,9 m3/s

## Селища
По течението на реката в Сърбия и България са разположени общо 10 населени места, в т.ч. 1 град и 9 села.
Населени места в Сърбия:
- Пчински окръг

- Община Сурдулица – Божица;
- Община Босилеград – Долна Лисина, Босилеград, Радичевци, Млекоминци, Рибарци;

Населени места в България:
- Област Кюстендил

- Община Кюстендил – Долно Уйно, Горановци, Драговищица, Стенско.

## Стопанско значение
В Кюстендилската котловина през летния, сух сезон водите на реката се използват за напояване. На около 5 км нагоре от Боселеград по течението на реката е изграден Лисинския язовир, водите на който се използват за водоснабдяване на Босилеград.
По долината на реката преминава участък от 18,3 км от село Драговищица до ГКПП „Олтоманци“ от третокласен път № 601 от Държавната пътна мрежа Кюстендил – Драговищица – ГКПП „Олтоманци“:
В Сърбия по долината на реката преминава асфалтирано шосе от ГКПП „Рибарци“ през Босилеград до село Божица, а от там вече извън долината на Драговищица – за Сурдулица.

## Топографска карта
- Лист от карта K-34-45. Мащаб: 1 : 100 000.
- Лист от карта K-34-57. Мащаб: 1 : 100 000.
- Лист от карта K-34-58. Мащаб: 1 : 100 000.